# The Javelins
The Javelins is een indorock-band uit Vlissingen.

## The story of "The Javelins"
In het boek Rockin' Ramona van Lutgard Mutsaers uit 1989 wordt onder andere aandacht besteed aan "The Javelins". Ook in het boek  van Jan J.B. Kuipers "Brommers, gitaren en spandoeken", uitgegeven in 2005, wordt de band uitvoerig beschreven.
De sleutelfiguur in die plaatselijke "kleurlingenband", wat toentertijd nog argeloos zo genoemd kon worden, was Ronny Flohr (1935), die als gerepatrieerde Indische Nederlander in Vlissingen woonachtig was. Hij startte in 1960 met "Ronny and his Javelins". 
Veel van hun repertoire bestond uit melodieuze muzieknummers van meer dan drie akkoorden en er waren vele eigen composities bij. Hun thuishaven was het Concertgebouw te Vlissingen dat tijdens de optredens altijd totaal uitverkocht was.
"Talentenjachten" kwamen uit de hemel vallen en in de Schouwburg te Middelburg wonnen "The Javelins" een door het toenmalige muziekblad "Muziekparade" georganiseerde talentenjacht in februari 1961. Ze stootten vervolgens ook door naar de halve- en kwartfinale te Goes en Rotterdam. In de Singerconcertzaal te Laren bereikten zij het hoogtepunt op 25 juni 1961 door een gedeelde eerste prijs met "The Hurricane Strings" in de wacht te slepen. De jury bestond onder anderen uit Peter Koelewijn van "Peter and his Rockets". In de tv-uitzending ontving Ronny namens de Javelins de beker uit handen van de Duitse vedette Conny Froboess.

## Bezetting

### The Javelins 1961
- Ronny Flohr † (sologitaar) ex- Ronny & his Rockin' Kids
- Wouter Ott (gitaar) ex- Ronny & his Rockin' Kids
- Ronnie Jongbloets (gitaar) ex- The Sea Lions
- Boet Saija † (bas) ex- Ronny & his Rockin' Kids
- Ronnie Geiger (drums) ex- The Sea Lions
- Turry Thurnim † (zang, viool, percussie) ex- The Sea Lions

### The Javelins 1961-1962
- Ronny Flohr † (sologitaar)
- Ronnie Jongbloets (gitaar)
- Boet Saija † (bas)
- Eugene Lambertus (drums, zang, gitaar)
- Turry Thurnim † (zang, percussie)

### Ronny and his Javelins 1962-1963
- Ronny Flohr (sologitaar)
- Frans Salawane (gitaar)
- Paul Böck (gitaar),
- Boet Saija (bas)
- Ad Wilschut (drums)

### The Javelins 1964
- Pieter Bloem (Sologitaar)
- Frits Jongbloets (gitaar)
- Ad Wilschut (drums)
- Boet Saija (bas)
- Frans Salawane (zang)

### The Javelins 1965
- Rudy de Queljoe (sologitaar)
- Tony de Queljoe (gitaar)
- Johnny Caljouw (zang)
- Boet Saija (basgitaar)
- Ad Wilschut (drums).

### The Javelins 1966
- Boet Saija (basgitaar)
- Henk van der Graaf (gitaar)
- Nelis Tuankotta (zang en sologitaar)
- Ad Wilschut (drums)
- Ming Souhuat (zang en gitaar)

De overwinning op de tv lanceerde "The Javelins" rechtstreeks naar ongekende hoogte; niet alleen in Nederland maar ook in het buurland België. Zij gingen daar werken voor impresario's als Thienponts Theater uit Eke en Gent en George de Vreeze uit Maldegem. Zij traden daardoor op met vele bekende artiesten uit die tijd zoals Louis Neefs, Bob Verwilst, Will Tura, Anneke Grönloh, Peter and his Rockets, The Cousins, Trio Hellenique, The Candy Kids, The Young Sisters, Ria Valk, Trea Dobbs, Het, Rob de Nijs, Ilonka Biluska, The Motions, ZZ & de Maskers, The Jumping Jewels, Imca Marina etc.
Ronny Flohr vertrok in 1963 naar het buitenland en verliet zijn "Javelins". Hij bleef echter actief in de muziek net als zijn "Javelins". De oude kern bestaande uit Frans Salawane, Frits Jongbloets, Ad Wilschut en Boet Saija werd aangevuld met Pieter Bloem als sologitarist die ook een buitengewoon virtueuze componist bleek te zijn. Ook deze samenstelling kende talrijke successen.
Vele bezettingen volgden daarna nog met onder anderen Rudy en Tony de Queljoe, gitaar en zanger Johnny Caljouw. Deze drie vinden we ook terug in Group 69 met Carlos van de Berg en Huib Pouwer, waaruit in 1967 de psychedelische band Dragonfly ontstaat met als producer de dichter Hans Verhagen. Rudy de Queljoe speelt daarna o.a. in Brainbox, Vitesse en Massada en John Caljouw vervangt Spooky als zanger van de Swinging Soul Machine, die verder gaat als Machine.
"The Javelins" brachten stuk voor stuk goede muzikanten voort. Zij zijn "klassiekers" geworden in de Zeeuwse historie van de Indo Rock en hebben een groot aandeel geleverd in de ontwikkeling van de hedendaagse popmuziek in Nederland...